# Economia de la dinastia Han

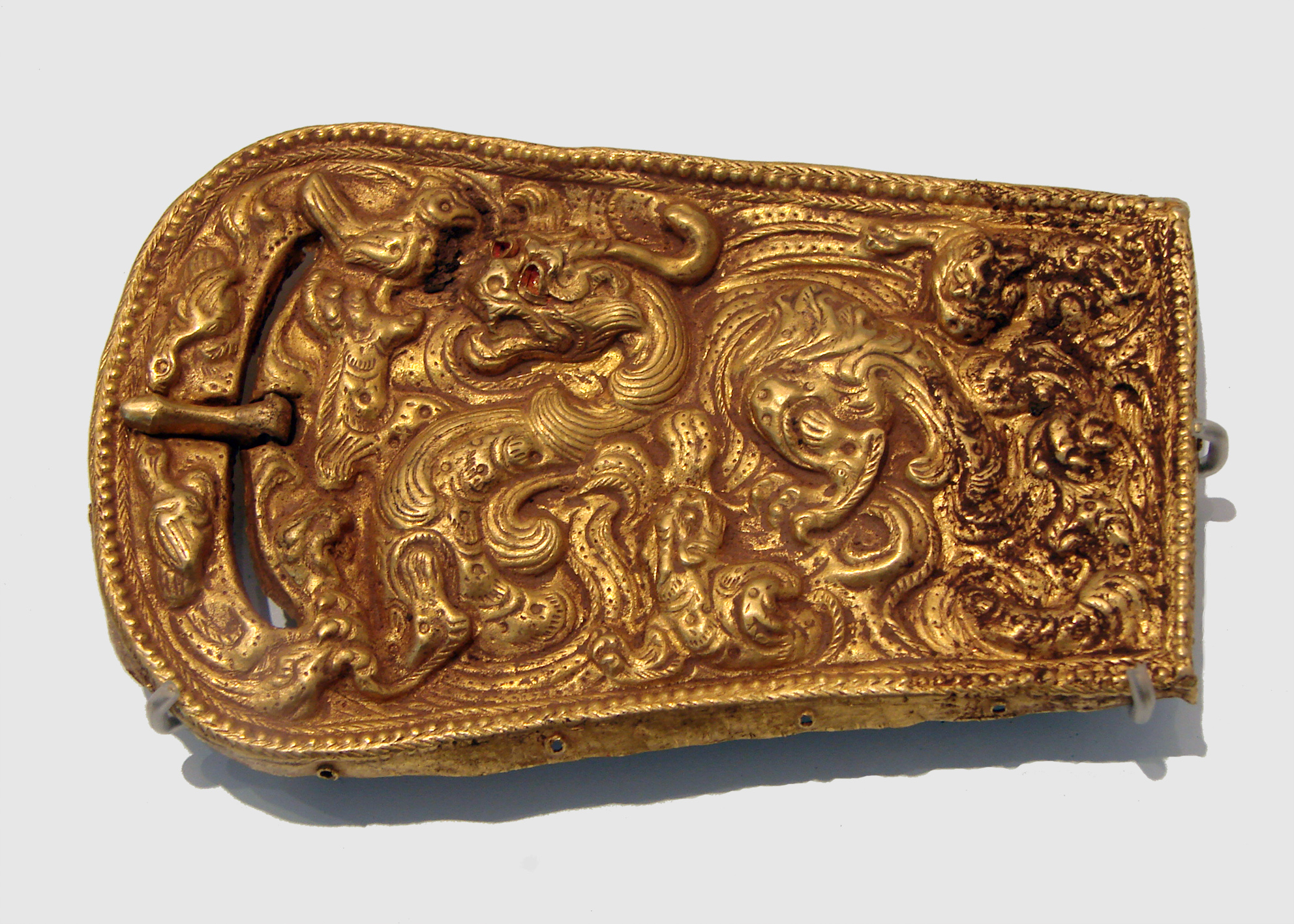
Una sivella de cinturó del període Han Oriental, amb detalls de animals i ocells mitològics cisellats en ella.

La Dinastia Han (206 a.C. - 220 dC.) de l'antiga Xina va experimentar períodes oposats de prosperitat econòmica i declivi. Se divideix normalment en tres períodes: Han Occidental (206 aC.- 9 d.C.), la Dinastia Xin (9 - 23), i Han Oriental (25 - 220). La Dinastia Xin, establerta pel regent Wang Mang, va formar un curt període d'entreregnes de llargs períodes de domini Han. Després de la caiguda de Wang Mang, la capital Han va ser traslladada a l'est des de Chang'an a Luoyang. Per això, els historiadors han nomenat aquestes eres com Han Occidental i Han Oriental, respectivament.
L'economia Han va ser definida per un important creixement poblacional, un augment en la població urbana, un creixement sense precedents de la indústria i el comerç, i l'experimentació governamental amb la nacionalització. En aquesta època, l'encunyat de monedes i la circulació de les mateixes va créixer de manera significativa, formant les bases d'un sistema monetari estable. La ruta de la seda va facilitar l'establiment del comerç i intercanvis tributaris amb països estrangers al llarg d'Euràsia, molts dels quals no van ser coneguts per la gent de l'antiga Xina. Les capitals imperials, tant d'Han Occidental (Chang'an) com Han Oriental (Luoyang), es trobaven entre les ciutats més grans del món en el seu moment, tant en població com en àrea. Tallers del govern fabricaven els mobles per als palaus del emperador i produïen béns per a la gent comú. El govern va supervisar la construcció de camins i ponts, els quals van facilitar el treball oficial del govern i van impulsar el creixement comercial. Sota el domini Han, els industrials, majoristes, i comerciants ―des d'amos de petits negocis fins a adinerats empresaris― podien prendre part en qualsevol empresa i activitats comercials en les esferes domèstiques, públiques i fins i tot militars.
En els primers anys del període Han, els camperols agricultors eren, en gran manera, autosuficients, però van començar a dependre més i més dels intercanvis comercials amb acabalats terratinents amos d'extenses propietats agrícoles. Molts camperols es van endeutar i es van veure obligats a convertir-se en treballadors a sou o en parcers de les classes propietàries de les terres. El govern Han va tractar en forma constant de proveir ajuda econòmica als agricultors pobres, els qui havien de competir amb poderosos i influents nobles, terratinents i comerciants. El govern va tractar de limitar el poder d'aquests grups adinerats a través de forts impostos i regulacions burocràtiques. El govern de l'emperador Wu -que va regnar entre el 141 aC. i 87 aC.- fins i tot va nacionalitzar les indústries del ferro i la sal; no obstant això, aquests monopolis governamentals van ser repel·lits durant l'Han Oriental. Un increment en la intervenció governamental en l'economia privada durant el segle ii aC va afeblir fortament a la classe comerciant. Això va permetre als terratinents acabalats incrementar el seu poder i assegurar la continuació d'una economia predominantment agrària. Els terratinents rics també van dominar les activitats comercials, mantenint el control sobre els camperols ―dels quals el govern depenia per a les seves recaptacions fiscals― poder militar, i mà d'obra per a obres públiques. Per als anys 180, les crisis econòmiques i polítiques havien causat que el govern Han es torni fortament descentralitzat, mentre que els grans terratinents es van tornar cada vegada més independents i poderosos en les seves comunitats.

## Sistema monetari i urbanització

### Urbanització i població

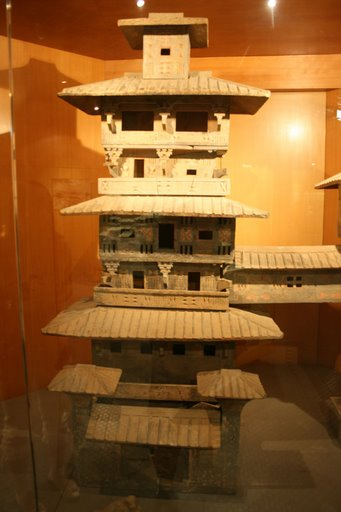
Un model arquitectònic xinès pintat en ceràmica ―trobat en una tomba de la Dinastia Han― mostra una torre residencial amb verandes, sostres enrajolats, suports dougong, i un pont cobert que s'estén des del tercer pis cap a una altra torre.

Durant el període dels Regnes Combatents (403-221 aC.), el desenvolupament del comerç privat, noves rutes de comerç, indústries artesanals, i una economia que utilitzava una moneda comuna van portar al creixement de nous centres urbans. Aquests centres eren marcadament diferents de les antigues ciutats, les quals havien servit simplement com a bases del poder per a la noblesa. L'ús d'una moneda estandarditzada a nivell nacional durant la Dinastia Qin (221-206 aC.) va facilitar el comerç a llarga distància entre les ciutats. Moltes ciutats Han es van tornar grans urbs: la capital d'Han Occidental, Chang'an, tenia aproximadament 250.000 habitants, mentre que la capital d'Han Oriental, Luoyang, tenia aproximadament 500.000 habitants. La població de l'Imperi Han, registrada en el cens d'impostos de l'any 2, era de 57,6 milions de persones en 12.366.470 llars. La majoria dels plebeus que vivien a les ciutats residien a les àrees urbanes i suburbanes esteses fora de les muralles i portes de les ciutats. L'àrea urbana de Chang'an ―incloent les extensions més enllà de les muralles― era de 36 km². L'àrea de Luoyang ―incloent les extensions urbanes més enllà de les muralles― era de 24 km². Tant Chang'an com Luoyang tenien dos imponents mercats; i cada mercat tenia una oficina governamental de dos pisos demarcada per una bandera i un tambor en la part superior. Els funcionaris públics del mercat tenien el treball de mantenir l'ordre, cobrar impostos comercials, fixar preus estàndards de certs productes cada mes, i autoritzar contractes entre els comerciants i els seus clients.

### Variacions en la moneda
Durant els primers anys del període Han Occidental, el seu fundador, l'Emperador Gaozu de Han (r. 202-195 aC.) va tancar les seques governamentals per reemplaçar-les per monedes produïdes pel sector privat. La vídua de Gaozu, l'emperadriu Lü Zhi, en la seva condició de gran emperadriu vídua, va abolir l'encunyat privat de monedes l'any 186 aC. Primer va emetre una moneda encunyada pel govern que pesava 5,7 grams, però després va emetre una altra, que pesava 1,5 g, el 182 aC.
El canvi a la moneda més lleugera va causar una inflació generalitzada, així que el 175 aC. l'emperador Wen de Han (r. 180-157 aC.) va aixecar la prohibició a les seques o cases de moneda privades; ara estaven obligades a encunyar monedes amb un pes exacte de 2,6 g. Les ceques privades van ser prohibides novament el 144 aC. durant la fi del regne de l'emperador Jing de Han (r. 157-141 aC.). Malgrat això, la moneda de bronze de 2,6 g va continuar sent emesa tant pel govern central com per les comandàncies fins al 120 aC., quan durant un any van ser reemplaçades per una moneda que pesava 1,9 g. Altres monedes també van ser introduïdes en aquesta època. Notes monetiformes fetes de pell blanca de cérvol brodada, amb un valor nominal de 400.000 monedes, van ser utilitzades per recaptar ingressos del govern. L'emperador Wu també va introduir tres monedes d'un aliatge d'estany i plata que valien 3000, 500 i 300 monedes de bronze, respectivament; totes amb un pes de menys de 120 g.

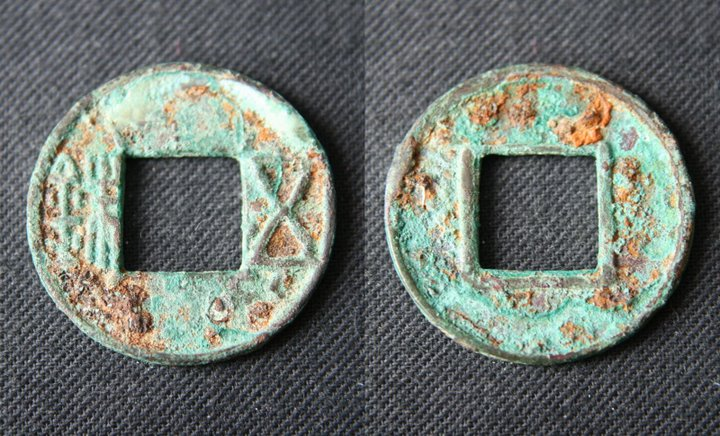
Una moneda wushu (五銖), emesa durant el regnat de l'emperador Wu (r. 141-87 aC.), de 25,5 mm de diàmetre.

L'any 119 aC., el govern va emetre la moneda de bronze wushu (五銖) amb un pes de 3,2 g; la moneda va continuar sent la moneda de circulació estàndard a la Xina fins a la Dinastia Tang (618-907).
Durant la curta Dinastia Xin (9-23) de Wang Mang (45 aC. - 23 dC.), el govern va introduir diversos corts en 7, 9, 10 i en 14. Aquestes noves unitats -incloent ganivets de diners de bronze, or, plata, tortugues, i petxines de caoríes- en general tenien un valor de mercat diferent al del seu pes i degradaven el valor de la moneda. Una vegada van acabar les guerres civils que van portar a la deposició de Wang, el wushu va ser reintroduït per l'emperador Guangwu de Han (r. 25-57) el any 40 després de la insistència de Ma Yuan (14 aC. - 49 dC.).
Atès que les monedes emeses per les comandàncies eren en general de menor qualitat i menor pes, el govern central va tancar totes les seques de les comandàncies el 113 aC. i li va atorgar a la superintendència de Vies Fluvials i Parcs del govern central l'autoritat exclusiva per a l'encunyat de monedes. Encara que aquesta responsabilitat va ser traspassada al Ministre de Finances -un dels nou ministres del govern central- a principis del període d'Han Oriental, el monopoli sobre l'emissió de moneda per part del govern central va persistir.
Gary Lee Todd -Ph.D. en Història de la Universitat d'Illinois a Urbana-Champaign i Professor d'Història a la Universitat Internacional de Sias a Xinzheng, Henan, la Xina- mostra les següents imatges de monedes emeses durant els períodes Han Occidental i Xin a la seva pàgina web:

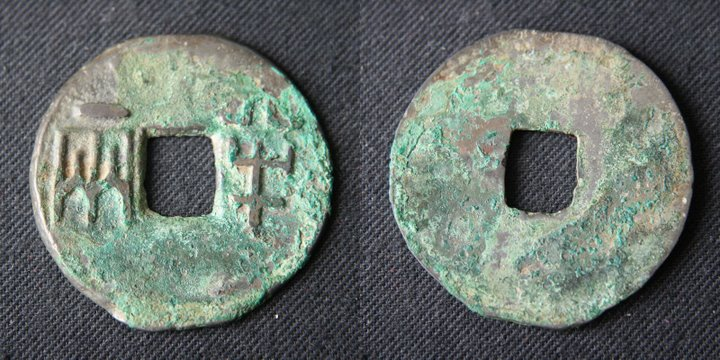
Una moneda emesa durant el regnat de l'emperadriu Lü Zhi (r. 187-180 aC.), 34 mm de diàmetre.
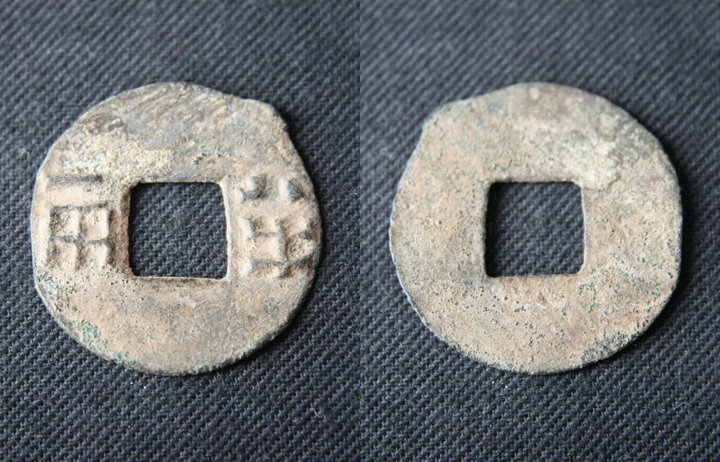
Una moneda emesa durant els primers anys del regnat de l'emperador Wu de Han (r. 141-87 a. C.), feta de plom i encunyada abans que s'instauri el monopoli del govern; aquesta moneda té entre 22 i 23 mm de diàmetre.
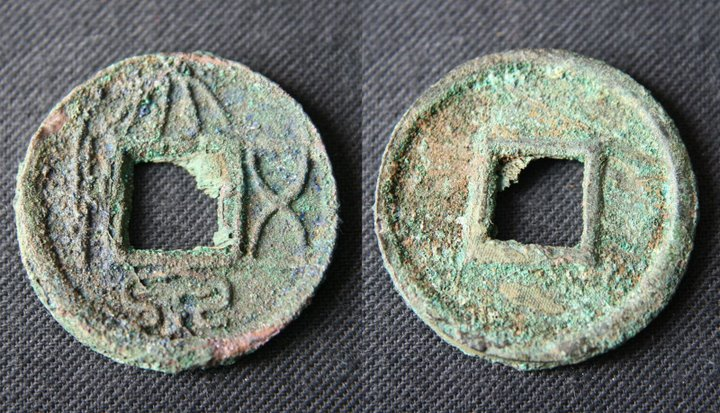
Una moneda emesa durant la regència de Wang Mang (6-9) 28 mm de diàmetre.
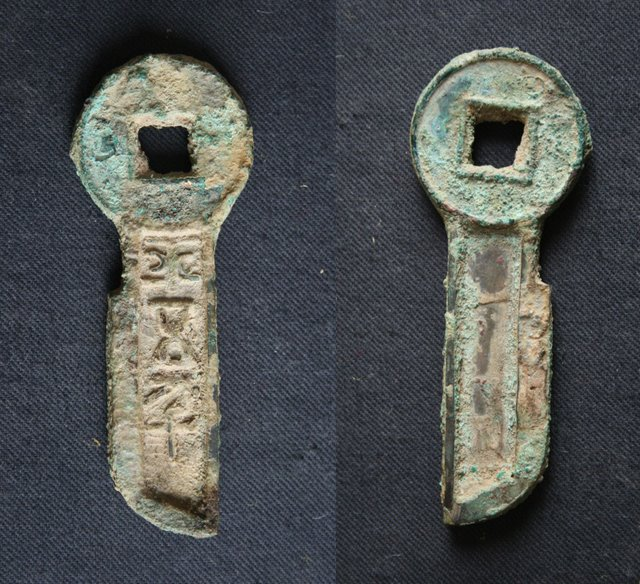
Una moneda amb forma de ganivet emesa durant el regnat de Wang Mang (9-23).
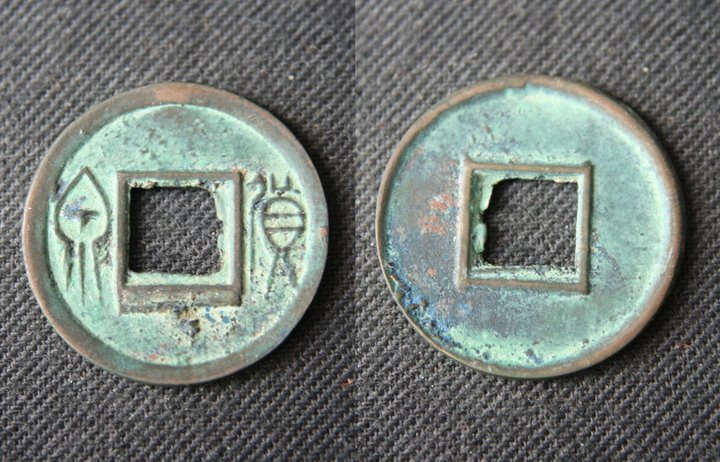
Una moneda emesa durant el regnat de Wang Mang (9-23) 20 mm de diàmetre.

### Circulació i salaris
Els comerciants i camperols pagaven impostos sobre la propietat i al sufragi en monedes; i pagaven impostos sobre la terra amb un percentatge de la seva producció agrícola.
Els camperols obtenien monedes en treballar com a assalariats per a terratinents rics, en negocis com a cerveseries o venent productes agrícoles i mercaderies fetes a casa en mercats urbans. El govern Han pot ser que hagi trobat que el cobrar impostos en monedes era el mètode més fàcil a causa que el transport de béns usats per al pagament d'impostos hagués estat innecessari.
Entre els anys 118 aC. al 5 dC., el govern va encunyar més de 28&.000 milions de monedes, amb una mitjana anual de 220 milions (o 220.000 sèries de 1000 monedes).
En contrast, el període de la Dinastia Tang va produir 32 milions de monedes cada any, mentre que 3000 milions de monedes van ser produïdes el 1045 i 5860 milions el 1080 durant la Dinastia Song (960-1279). Els diners en efectiu en monedes era la denominació comuna de riquesa a Han Oriental, ja que molts dels salaris eren pagats exclusivament en efectiu.
Diwu Lun (第五倫) (fl. 40-85), governador de la província de Shu (actualment Sichuan), va descriure als seus subordinats no en termes de terres que posseïen, sinó segons la totalitat de les seves propietats valuadas en 10 milions de monedes. Les transaccions comercials que involucraven l'intercanvi de milers de monedes eren cosa comuna.
Angus Maddison estima que el producte intern brut del país era equivalent a 450 dòlars nord-americans de 1990 per cap ―una suma que està molt per sobre del nivell de subsistència i que no va canviar en forma significativa fins a l'inici de la Dinastia Song a principis del segle x. El sinòleg Joseph Needham ha argumentat en contra de les afirmacions que el PIB per capita de la Xina excedia el d'Europa solament per xifres marginals a partir del segle v aC., indicant que la Xina Han era molt més rica que l'Imperi Romà contemporani. La circulació generalitzada de monedes va enriquir a molts comerciants, els que per la seva banda van invertir els seus diners en terres i es van convertir en acabalats terratinents. Els esforços del govern per fer circular efectiu van donar poder a la mateixa classe que tractaven d'oprimir activament a través d'alts impostos, multes, confiscacions i controls de preus.

## Impostos, propietat i classes socials

### Terratinents i camperols

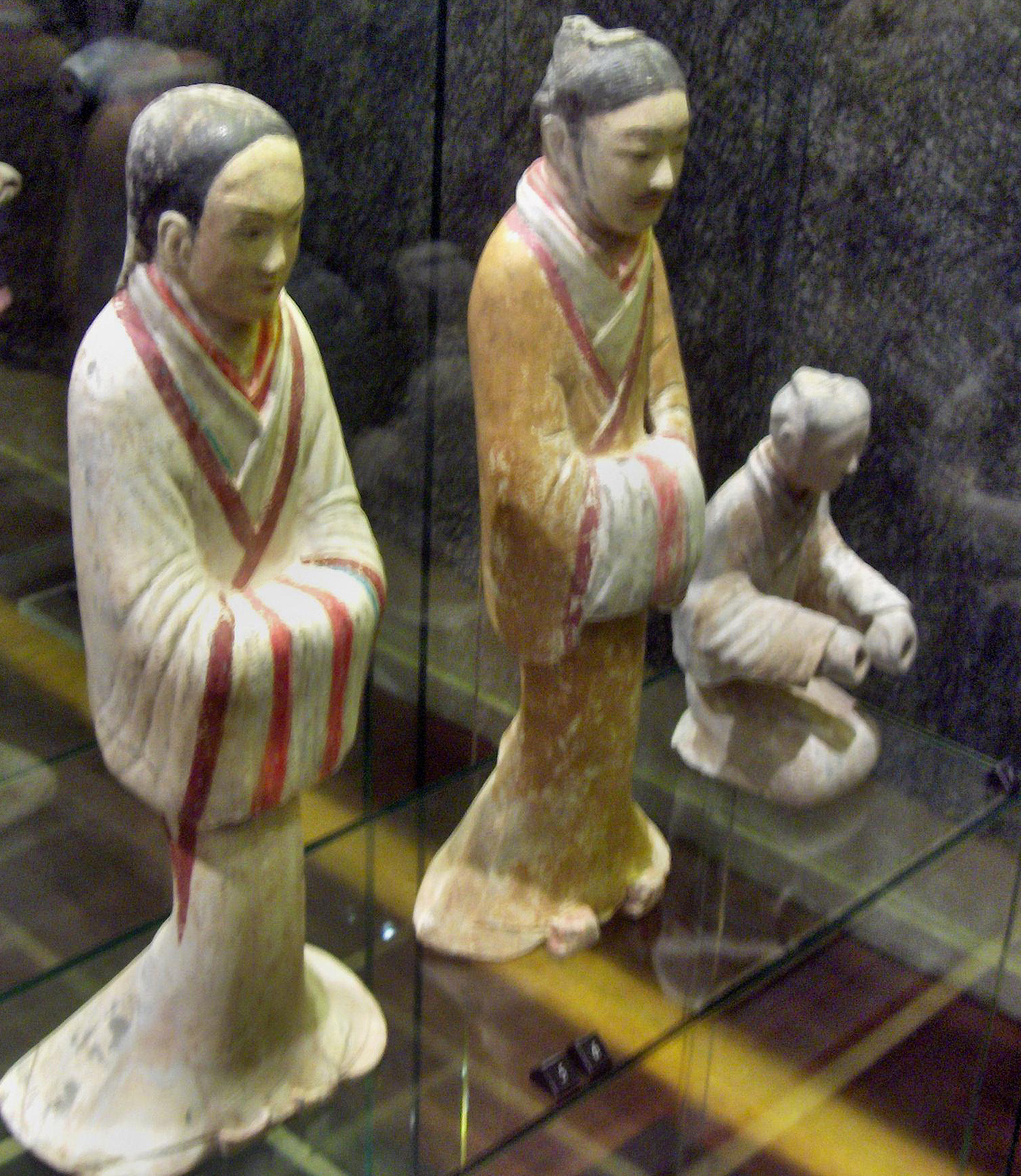
Personatges vestits en bates de seda, figures de ceràmica de l'època Han Occidental.

Després que Shang Yang (fl. 338 aC.) de l'Estat Qin abolís el sistema comunal i aristocràtic de «camps-pou» com a part d'un esforç per reduir el poder dels nobles, la terra a la Xina va poder ser comprada i venuda lliurement.
Els acadèmics històrics de la Dinastia Han com Dong Zhongshu (179-104 aC.) van atribuir l'alça de l'acabalada classe terratinent a aquesta reforma. El llibre Han Feizi indica que la pràctica de contractar treballadors per a l'agricultura per part d'aquests terratinents va començar al segle iii aC, i fins i tot abans. Alguns terratinents tenien una petita quantitat d'esclaus, però molts d'ells depenien dels seus parcers els quals pagaven lloguer amb una porció de la seva producció agrícola. Els amos de terres petites eren molt més nombrosos que els grans terratinents i vivien i conreaven la seva terra en forma independent, encara que moltes vegades incorrien en forts deutes i havien de vendre les seves terres als més rics.
El funcionari de les corts, Chao Cuo (fl. 154 aC.), va argumentar que si la família de cinc persones de mitjana, propietària d'una terra no podia conrear més de 4,57 ha de terra i produir més de 2000 kg de grans a l'any, llavors els desastres naturals i les altes taxes impositives obligarien a moltes d'elles a endeutar-se, a vendre les seves terres, llars, i fins i tot als seus fills, i a haver de tornar-se dependents d'un treball com a parcers per als rics.
Els funcionaris de la cort de l'emperador Ai d'Han (r. 7-1) van tractar d'implementar reformes que limitaven la quantitat de terra que els nobles i els terratinents rics podien posseir, però no van tenir èxit.
Quan Wang Mang va prendre control de govern el 9, va abolir la compra i venda de terres en un sistema que va cridar els «Camps del Rei» (王田). Aquesta era una variació del sistema de «camps-pou», on el govern era amo de la terra i garantia a cada camperol terrens d'igual mida perquè els conreïn. En tres anys, queixes per part dels terratinents rics i els nobles van obligar a Wang Mang a revertir la reforma.
Després que Genshi (r. 23-25 aC.) i Guangwu (r.25-57 C.) restauressin la Dinastia Han, es van servir dels serveis de les grans famílies terratinents per assegurar la seva posició en la societat. Molts membres dels seus governs també es van tornar rics terratinents.

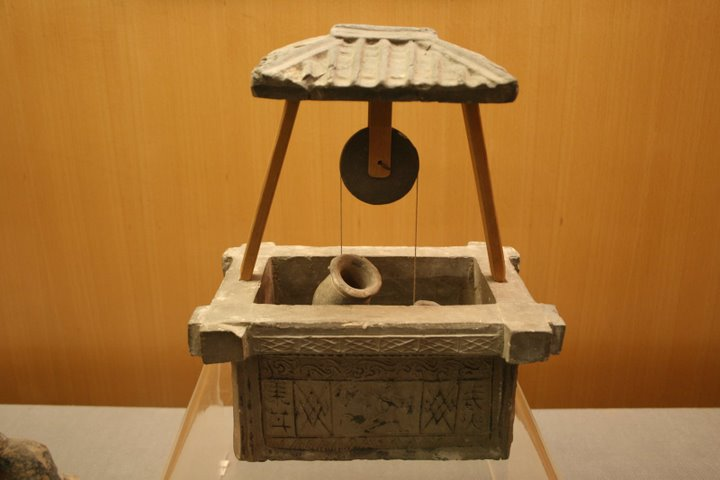
Un model de ceràmica Han d'un pou d'aigua.

Per a finals del període Han Oriental, la pagesia s'havia quedat en, gran majoria, sense terres i treballava per als grans terratinents. Això va significar grans pèrdues per al govern en ingressos fiscals.Encara que el govern central sota l'emperador Haig de Han (r. 88-105) va reduir els impostos en temps de desastres naturals i crisis sense molts efectes sobre el tresor, els seus successors no van tenir el mateix èxit amb el maneig de crisis profundes. En poc temps el govern va començar a dependre més dels administradors locals per als treballs d'ajuda humanitària durant desastres. Després que el govern central no arribés a lliurar als governs locals provisions durant una plaga de llagostes i una riada del riu Groc el 153, molts camperols sense terra van signar convenis de retenció de serveis amb grans terratinents a canvi d'ajuda durant els desastres. Patricia Ebrey va indicar que Han Oriental va ser el «període de transició» entre Han Occidental ―on els petits agricultors independents eren la gran majoria― i els Tres Regnes (220-265) i després els Setze Regnes (304-439), quan les grans finques familiars utilitzaven treball no lliure.
La Rebel·lió dels Turbants Grocs de l'any 184, l'assassinat dels eunucs el 189, i la campanya contra Dong Zhuo el 190 van desestabilitzar el govern central, i Luoyang va ser incendiada per complet. Per a aquestes altures, "...el poder local i privat va passar a reemplaçar a les autoritats públiques".

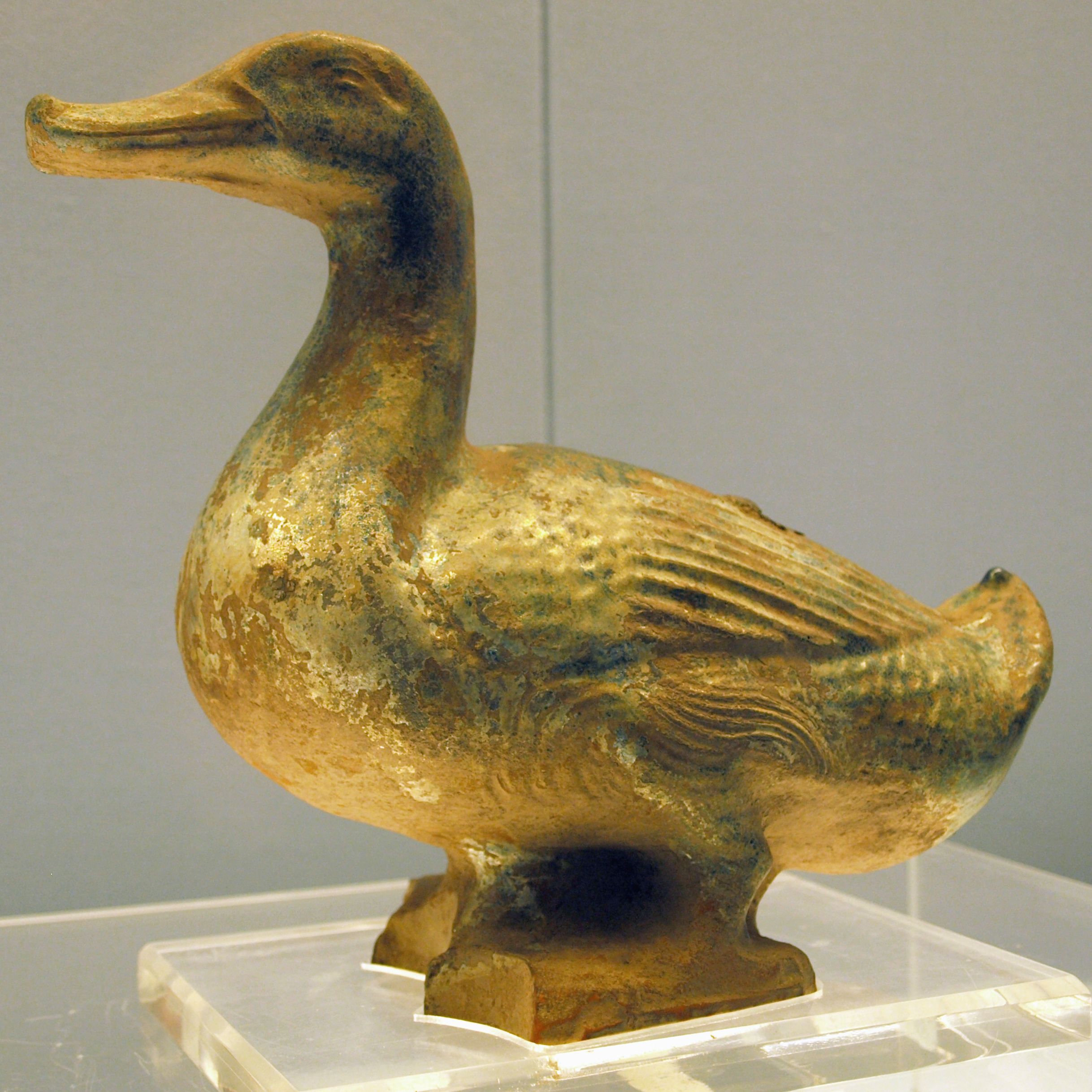
Figura de ceràmica d'un ànec del període Han Oriental.

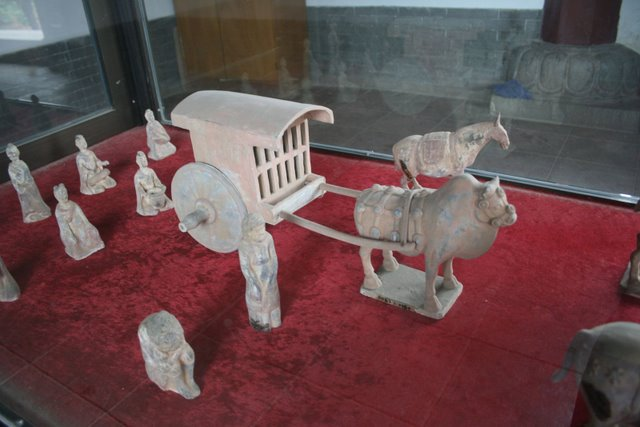
Figures de ceràmica del període Han Oriental trobades en una tomba a Luoyang.

El canceller Han i el Rei de Wei Cao Cao (155-220) van fer l'últim intent de limitar el poder dels terratinents adinerats. Cao Cao va establir colònies agrícoles manejades pel govern per als plebeus sense terra; a canvi de terra i equips barats, els agricultors pagaven una part de la seva collita. En els anys 120 aC., l'emperador Wu va tractar d'establir colònies agrícoles a la frontera nord-oest del llavors recentment conquistat corredor de Hexi -actualment província de Gansu-. 600.000 nous colons van treballar aquestes terres de l'estat usant llavors, animals i equips prestats pel govern. Un edicte imperial en el 85 aC. va ordenar a tots els governs locals de les comandàncies i als regnes subordinats al fet que re-situessin als camperols sense terra a les terres estatals, on se'ls pagarien salaris, proveiria amb llavors, prestaria eines i se'ls hi eximiria de pagar lloguer per cinc anys i impostos al sufragi per tres. L'edicte també permetia als camperols retornar als seus comtats natals en qualsevol moment. Els següents governs dels Tres Regnes van establir colònies agrícoles utilitzant aquests models.

### Reformes impositives
A causa que les famílies de petits de terratinents eren la principal font d'ingressos per impostos per al govern de la Xina Han, aquest va tractar d'ajudar i protegir els petits terratinents per limitar el poder dels terratinents i comerciants adinerats. El govern va reduir els impostos en temps de mala collita i els va proveir d'ajuda humanitària després dels desastres. Exempcions d'impostos i préstecs de llavors van incentivar als camperols desplaçats a tornar a les seves terres.
Un edicte de del 94 va eximir als camperols desplaçats del pagament d'impostos sobre la terra i serveis laborals per un any després de retornar a les seves pròpies granges. Els impostos sobre la terra de producció agrícola van ser reduïts en el 16 aC. d'un quinzena part de la producció a una trentena, i abolits per complet en el 167 aC. No obstant això, l'impost va ser reincorporat l'any 156 aC. a una taxa d'una trentena part.
Per a principis d'Han Oriental, l'impost sobre la terra era del 10 per cent de la producció agrícola, però arran de l'estabilització després de la mort de Wang Mang, la taxa va ser reduïda novament a uns trentena part de la producció.
Per al final de la Dinastia Han, l'impost sobre la terra havia estat reduït a l'1 per cent, amb la pèrdua en els ingressos sent compensades per l'impost al sufragi i els impostos sobre la propietat.

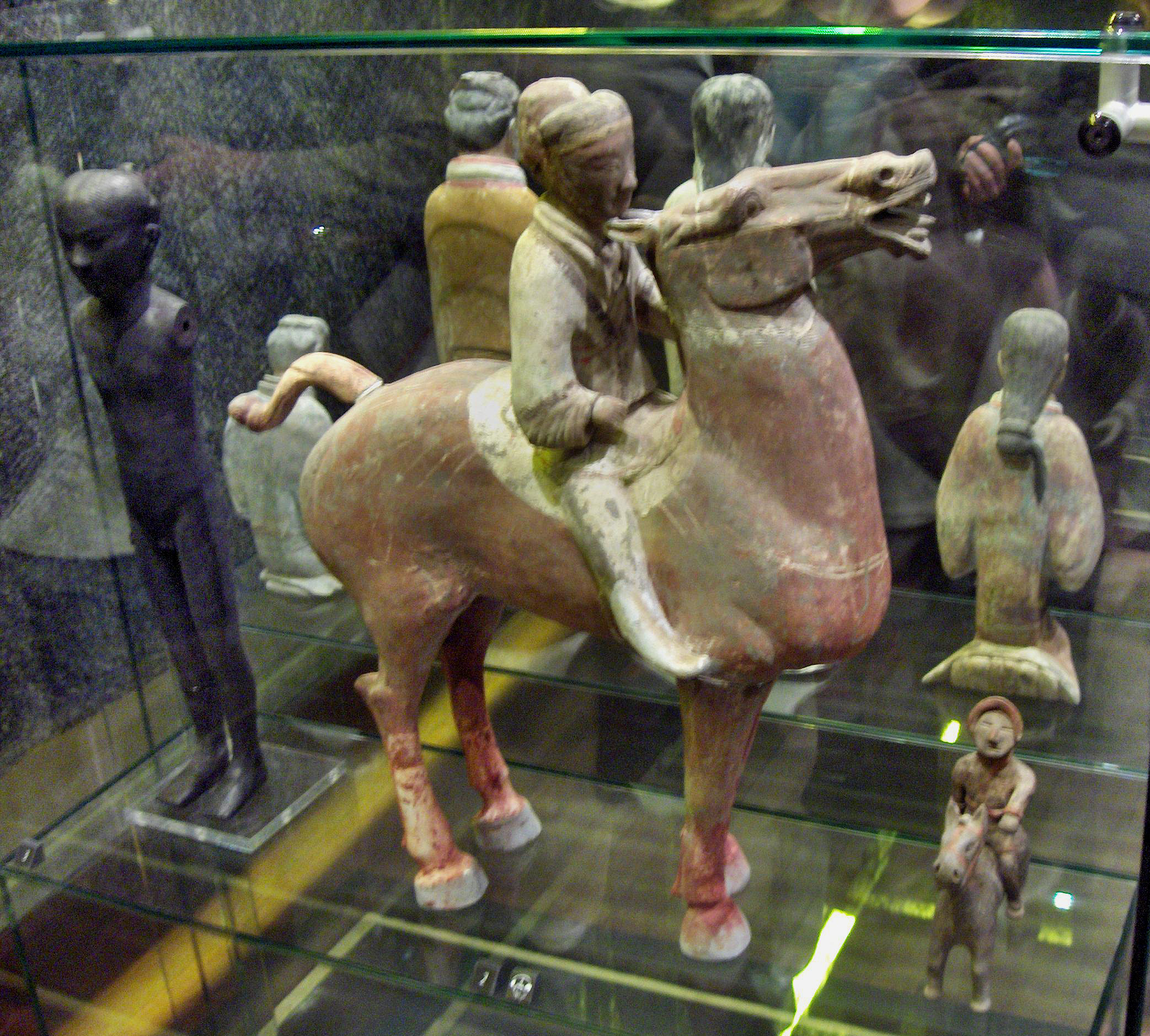
Figures de ceràmica de Han Occidental del

Encara que va requerir més fons per finançar la Guerra Sino-Xiongnu, el govern de l'emperador Wu de Han (141-87 aC.) va buscar la forma d'evitar els impostos elevats per als petits terratinents. Per augmentar els ingressos fiscals, el govern va imposar impostos més alts sobre els comerciants, va confiscar terra dels nobles, va vendre oficines i títols, i va establir monopolis estatals sobre la producció de monedes, manufactures de ferro i les mines de sal. Es van imposar nous impostos sobre la propietat de vaixells, carros, carruatges, carretes, tendes i altres propietats. El impost mitjà sobre la propietat va ser augmentat l'any 119 aC. de 120 monedes sobre cada 10.000 monedes en propietats a 120 monedes per cada 2000. Els impostos per gairebé tots els productes són desconeguts, excepte l'impost sobre el licor. Després que el monopoli del govern sobre l'alcohol fora abolit el 81 aC., un impost sobre la propietat de 2 monedes per cada 0,2 litre d'alcohol va ser imposat per als comerciants de licor.
La venda de certs oficis i títols va ser tornada aintroduïr en el període Han Oriental per l'emperadriu Deng Sui ―qui va regnar com regent entre 105 i 121― per augmentar els ingressos governamentals en temps de devastadors desastres naturals i la total rebel·lió del poble qing a la Xina occidental.
La venda d'oficis es va tornar extremadament corrupta durant el govern dominat per eunucs de l'emperador Ling de Han (r. 168-189), quan molts dels càrrecs governamentals importants eren venuts al millor postor en lloc de ser ocupats per candidats qualificats que prenien els exàmens imperials o que havien anat a la Universitat Imperial.

### Reclutament

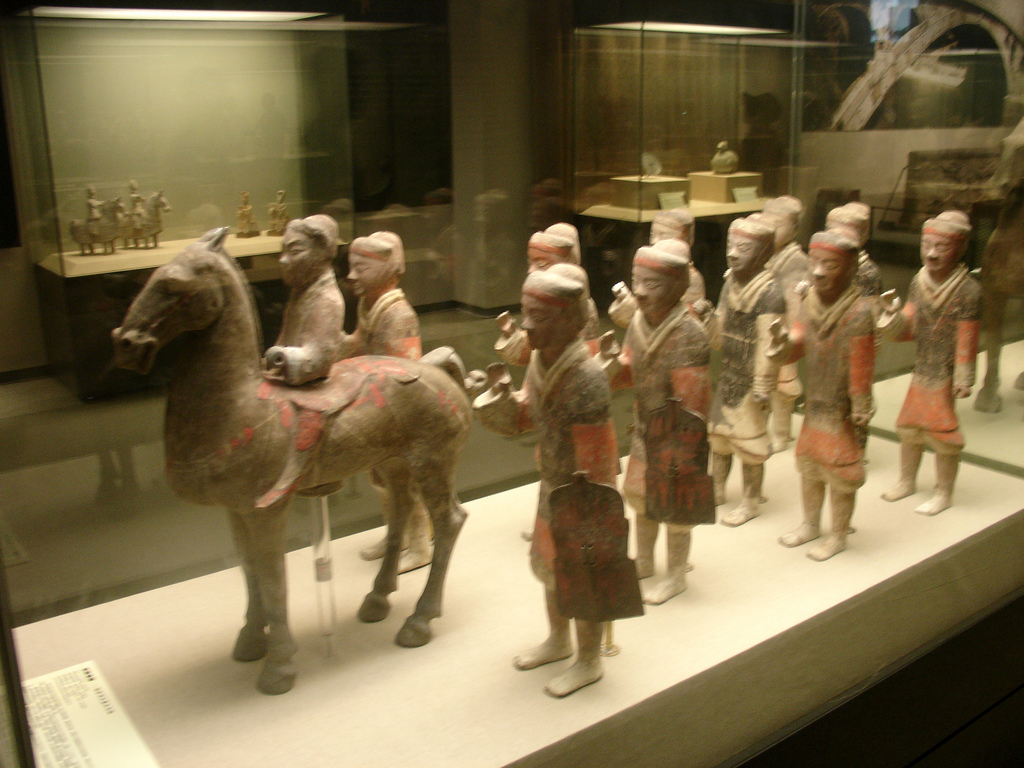
Soldats d'infanteria i cavalleria en ceràmica pintada, Dinastia Han Occidental.

Al període Han van haver-hi dues formes de reclutament massiva. Aquestes eren el reclutament civil (gengzu 更卒) i el reclutament militar (zhengzu 正卒). A més de pagar els seus impostos en moneda i producció agrícola, tots els camperols del període Han Occidental entre les edats de quinze i cinquanta-sis anys havien de reportar-se per complir amb els seus deures de reclutament obligatòri durant un mes tots els anys. En general, aquests deures eren treballs en projectes de construcció.
A l'edat de 23 anys, els camperols homes eren reclutats a l'exèrcit, on eren assignats a la infanteria, la cavalleria, o l'armada. Després d'un any d'entrenament, passaven a servir durant un any com a militars en guarnicions frontereres o com a guàrdies a la ciutat cabdal. Tenien la responsabilitat de realitzar aquest any de servei fins que complissin cinquanta-sis anys. Aquesta també era l'edat en la qual les seves milícies locals els deixaven anar, a la qual es podien unir una vegada que completaven el seu any de servei obligatori. Aquests soldats reclutats no professionals conformaven l'Exèrcit del Sud (Nanjun 南軍) mentre que l'Exèrcit del Nord (Beijun 北軍) era un exèrcit permanent compost de soldats professionals pagats.
Durant el període Han Oriental, els camperols podien evitar el mes de treball anual obligatori pagant un impost de commutació (gengfu 更賦). Això va fer que hagués un increment en l'ús de treballadors pagats pel govern.
D'igual manera, a causa que el govern de Han Oriental preferia el reclutament militar de voluntaris, el servei militar obligatori per als camperols de vint-i-tres anys es podia evitar pagant un impost en el seu lloc.

### Comerciants

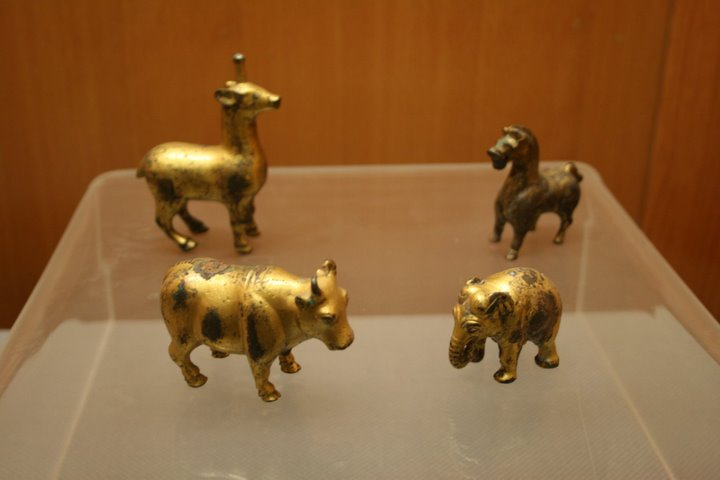
Figures d'animals daurades amb pa d'or de la Dinastia Han, incloent a un cavall, un elefant, una vaca i un unicorn.

Hi havia dues classes de comerciants Han: aquells que venien els seus productes en mercats urbans, i els comerciants itinerants a gran escala que viatjaven entre ciutats i a països del estranger. Els amos de tendes a petita escala estaven inscrits en un registre oficial del govern i havien de pagar forts impostos comercials. Encara que aquests comerciants registrats havien de pagar impostos, un edicte de l'any 94 va ordenar que tots els camperols sense terra que s'havien bolcat a la venda ambulant eren eximits de pagar impostos.
Els comerciants itinerants eren, en general, adinerats i no havien de registrar-se. Aquests comerciants itinerants moltes vegades participaven en comerç a gran escala amb poderoses famílies i funcionaris governamentals.
Nishijima escriu que la majoria de les biografies d'«homes adinerats» a les obres Registres del Gran Historiador i Llibre de Han eren de comerciants itinerants.
En canvi, els comerciants registrats tenien un estatus social molt baix i freqüentment eren subjectes de restriccions addicionals. L'emperador Gaozu de Han va aprovar lleis per augmentar els seus impostos, prohibint als comerciants d'usar vestimentes de seda, i impedint que els seus descendents poguessin ocupar càrrecs públics. Aquestes lleis van resultar ser difícils de fer complir. L'emperador Wu va augmentar els impostos tant per als comerciants registrats com pels no registrats. Els comerciants registrats estaven prohibits de ser amos de terres, i si trencaven aquesta llei, les seves terres i esclaus eren confiscats. No obstant això, els comerciants adinerats no registrats eren propietaris de grans extensions de terra. L'emperador Wu va reduir en forma significativa la influència econòmica dels grans comerciants en competir contra ells obertament al mercat, obrint tendes administrades pel govern on es venien productes recol·lectats dels comerciants com a impostos sobre la propietat.

## Indústries privades i monopolis del govern

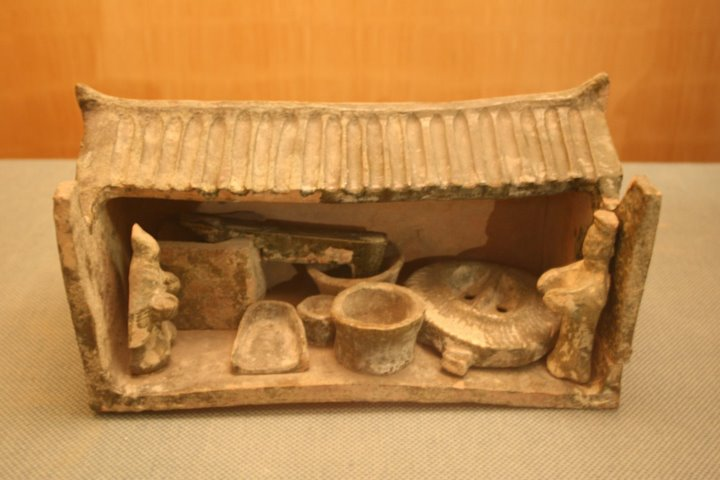
Una miniatura de ceràmica d'un molí per a grans trobat en una tomba Han.

### Ferro i sal
A principis de la Dinastia Han, les empreses de ferro i sal a la Xina eren propietat de diversos comerciants adinerats privats i reis regionals subordinats. Els guanys d'aquestes indústries estaven a la par dels fons de la cort imperial. Un industrial reeixit del ferro o la sal podia emprar a milers de camperols, provocant greus pèrdues en els ingressos impositius sobre l'agricultura per al govern central.
Per restringir el poder dels industrials, l'emperador Wu va nacionalitzar les indústries de la sal i el ferro pel 117 aC.
El govern també havia instituït un monopoli sobre la venda de licor en el 98 aC. No obstant, això va ser revertit en el 81 aC. en un esforç per reduir la intervenció del govern en l'economia.
El partit Reformista recolzava la privatització, en oposició al artit Modernista, el qual havia dominat la política durant el regne de l'emperador Wu i el subsegüent govern del regent Huo Guang (f. 68 aC.). L'argument dels moderns era que els monopolis estatals proveïen abundants recursos naturals, bones condicions de treball, i ferro d'alta qualitat; l'argument dels reformistes era que les foses de ferro estatals produïen grans i impràcticas quantitats de implements que eren dissenyats per complir amb quotes en lloc d'usos pràctics, eren de menor qualitat, i molt cars per ser comprats per plebeus. L'any 44 aC., els reformistes van aconseguir que els monopolis de la sal i el ferro foren eliminats, però els monopolis van ser re-instituïts el 41 aC. després del seu abrupte tancament que va resultar en pèrdues d'ingressos per al govern i pertorbació de l'economia privada.
Wang Mang va mantenir aquests monopolis del govern central. Quan va començar el període Han Oriental, aquests van ser revertits una vegada més, i les indústries van ser lliurades als governs locals de les comandàncies i emprenedors privats. L'emperador Zhang de Han (r. 75-88) va tornar a introduir breument els monopolis del govern central sobre la sal i el ferro entre 85 i 88, però els va abolir l'últim any del seu regnat. Després de l'emperador Zhang, la Xina Han mai va tornar a tenir indústries de la sal i el ferro sota mans del govern.

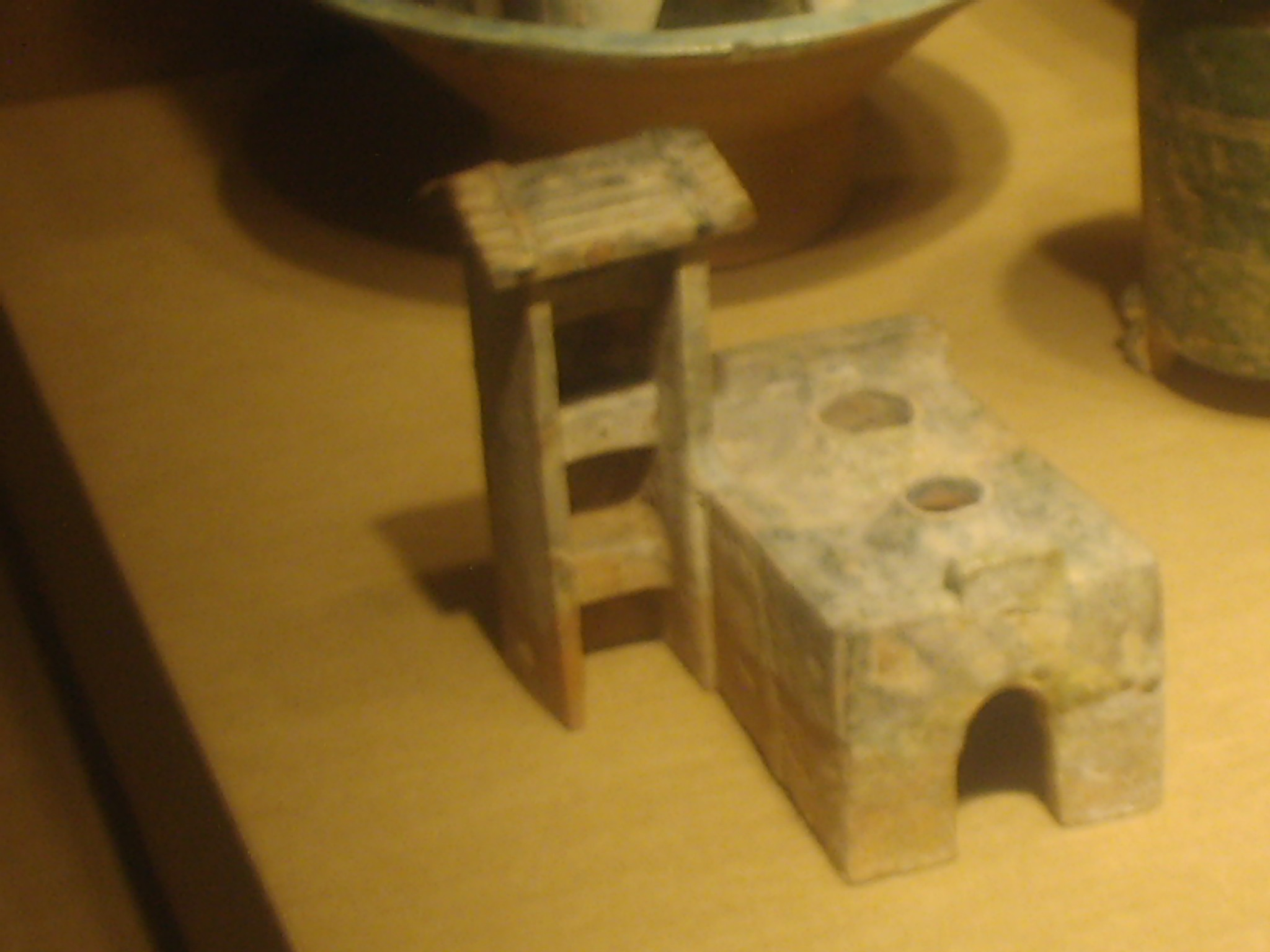
Un model de ceràmica vidriada del període Han Oriental.

### Cereals
El comerç de cereals va ser una activitat privada rendible durant els primers anys del període Han Occidental, però això no va impedir que el govern de l'emperador Wu intervingués en el comerç de cereals quan va establir el «sistema de mercat igualitari» l'any 110 aC. El govern comprava gra quan era abundant i barat, enviant-ho a graners per ser emmagatzemat o a àrees on el cereal era escàs. El sistema pretenia eliminar l'especulació sobre els cereals, per crear un preu estàndard i incrementar els ingressos del govern. El sistema va ser dissenyat pel funcionari públic Sang Hongyang (f. 80 aC.) ―qui anteriorment havia estat un comerciant. Sang Hongyang va ser criticat per altres comerciants per col·locar oficials governamentals en llocs del mercat. Aquest sistema de distribució va ser eliminat en el període Han Oriental, encara que va ser reviscut per un curt temps per l'emperador Ming de Han (r. 57-75). L'emperador Ming també va abolir el sistema el 68, quan va considerar que l'emmagatzematge de gra per part del govern havia augmentant els preus i fet als terratinents més rics.
Ebrey sosté que encara que la majoria de les polítiques fiscals de l'emperador Wu van ser revocades durant el període Han Oriental, el dany que van tenir sobre la classe comerciant Xina i les posteriors polítiques de laissez-faire del Han Oriental van permetre que els terratinents més adinerats dominin la societat, assegurant així que l'economia xinesa es mantingui fortament agrícola per segles. El govern central del Han Oriental va perdre una important font d'ingrés en lliurar les indústries de la sal i el ferro a mans privades i comprar els escuts i armes dels seus exèrcits de fabricants privats. No obstant això, aquesta pèrdua d'ingressos va ser sovint compensada amb un augment d'impostos sobre els comerciants.

### Tallers del govern

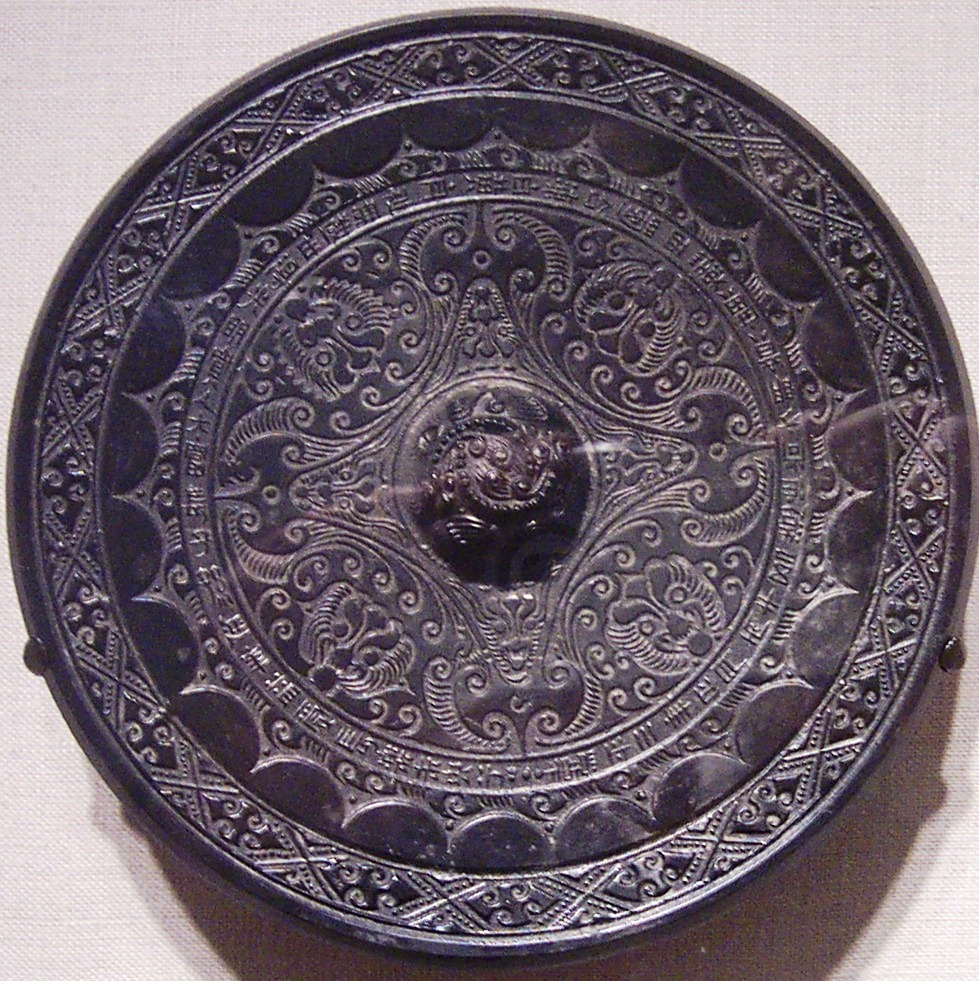
La part posterior d'un mirall de bronze del període Han Oriental amb caps felins sobre un terreny fistonat; el mirall té inscrita la data de la seva producció (174).

Els tallers del govern Han, produïen articles funeraris comuns, de luxe i fins i tot artístics, tals com les figures de ceràmica i les rajoles de les tombes amb les quals s'adornaven les parets de les tombes sota terra. Els tallers imperials eren operats pel Ministre Administratiu, el ministeri del qual controlava el tresor i les finances privades de l'emperador.
La Oficina d'Art i Artesanies, dependent del Ministre Administratiu, produïa armes, miralls de bronze, atuells per a bucs, i altres articles. La Oficina de Manufactures, també depenent del Ministre Administratiu, produïa armes més barates, utensilis, i armadures. Les teles i peces utilitzades per l'emperador i la família real eren fabricades a la Casa del Teixit de l'Oest i la Casa del Teixit de l'Est; aquesta última va ser tancada en el 28 aC., i la Casa del Teixit de l'Oest va ser re-nomenada com a Casa del Teixit.
Els tallers situats en les comandàncies produïen teles brodades i de seda, articles de luxe de plata i or, i armes. Un taller a l'actual província de Anhui, tenia una drassana on es construïen vaixells de guerra. Encara que el govern utilitzava la mà d'obra d'esclaus propis, treballadors corvees, i convictes en els seus tallers, també contractaven mà d'obra especialitzada que era ben remunerada.
Els lacats Han eren fabricats per productors privats igual que en tallers del govern. Centenars de treballadors podien ser emprats per treballar en només un article de luxe, com una copa o mampares lacades. Alguns lacats simplement estaven gravats amb el nom del clan de la família propietària. Uns altres, estaven inscrits amb els títols de l'amo, el tipus específic d'atuells, les seves capacitats, el dia, mes i any exacte de la seva fabricació -segons el nom de l'era xinesa i els seus calendaris lunisolars), els noms dels supervisors que van estar a càrrec de la producció i els noms dels treballadors que els van fer. Fins i tot alguns articles de ferro fabricats durant l'època del monopoli tenien inscripcions amb la data en què havien estat fabricats i el seu taller. Calibradors de bronze de la Dinastia Han, usats per a mesuraments precisos, també porten inscrit el dia, el mes i l'any de la seva fabricació.
Els lacats Han amb el segell imperial de l'emperador, han estat trobats molt més enllà de les regions de la capital Han per arqueòlegs moderns, en llocs com Qingzhen (a Guizhou), Pyongyang (a Corea del Nord), i Noin Ula (a Mongòlia).

### Projectes de construcció públics
L'Arquitecte de la Cort estava encarregat de la supervisió de tots els projectes de construcció imperial i d'obres públiques, incloent-hi la construcció de palaus i tombes.

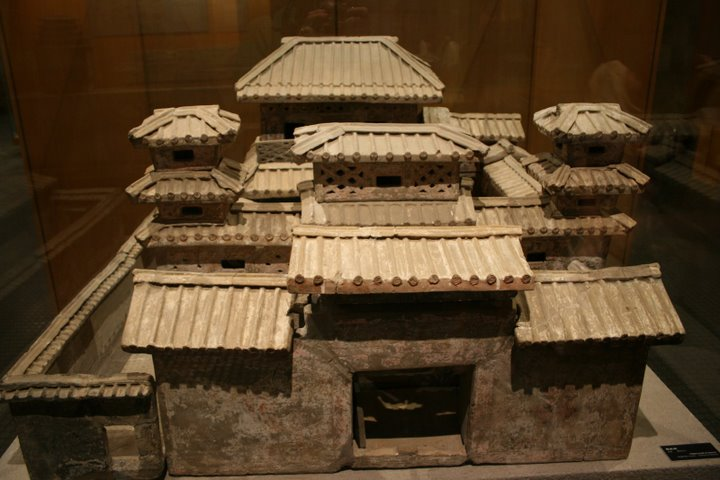
Un model de ceràmica de la dinastia Han d'un palau amb torres, portes, salons i muralles, patis, verandes, sostres enrajolats i finestres.

Durant el període Han Occidental, els camperols que es reclutaven estaven organitzats en equips de treball que consistien en més de cent mil treballadors. Aproximadament 150 000 reclutes van treballar, en períodes consecutius de trenta dies durant un total de cinc anys, en la construcció de les massives muralles defensives de Chang'an, les quals es van completar el 190 aC.
Els treballadors que eren reclutats s'assignaven a treballs per a la construcció i manteniment de diversos santuaris dedicats a diverses deïtats i esperits dels avantpassats dels emperadors. Els reclutes també mantenien els sistemes de canals fets servir pel transport agrícola i la irrigació.
Alguns dels projectes més de renovació dels canals Han inclouen les reparacions al sistema d'irrigació de Dujiangyan i el canal Zhengguo, construït per l'anterior Estat de Qin i la dinastia Qin (221-206 a. C.), respectivament.
Dinou inscripcions de pedra que commemoren la construcció de nous camins i ponts per part del govern de Han Oriental han sobreviscut fins al dia d'avui.
Excavacions arqueològiques a Chang'an mostren que es van construir ponts de fusta que arribaven a les portes sobre el fossar defensiu. Els camins també requerien reparacions periòdiques; l'any 63 la ruta que anava des de les muntanyes Qilian, a través de Hanzhong (actualment el sud de Shanxi), i fins a la capital Luoyang van ser subjectes de grans reparacions. Per aquest projecte es van construir 623 ponts de cavallets, cinc ponts grans, 107 km de nous camins i 64 edificis ―incloent-hi hostals, oficines de correus i estacions de missatgeria.
Aquells que tenien autoritat militar també van construir ponts. Per exemple, durant la seva campanya contra Xiongnu en el deser de Mus Us el 127 aC, el general Wei Qing (mort el 106 aC) va fer construir un pont sobre el riu Wujia (un antic afluent del riu Groc) a l'actual Mongòlia Interior. Va fer servir aquest pont per moure tropes i subministraments per un atac contra els Xiongnu, al nord-est de l'actual Comtat de Wuyuan (五原县).
Sobre això, Ebrey va escriure:
| «       | Hi havia, per descomptat, diverses raons per mantenir els camins. Un sistema polític unificat només es podia mantenir si el govern tenia els mitjans per trametre ràpidament funcionaris, tropes o missatgers quan fos necessari. Aquest sistema de transport, un cop establert, facilitava el comerç. A nivell local, els projectes de camins i ponts semblen haver estat iniciats tant per interès dels comerciants com de funcionaris governamentals. | » |
| — Ebrey | |   |

## Comerç intern

### Productes comercialitzats

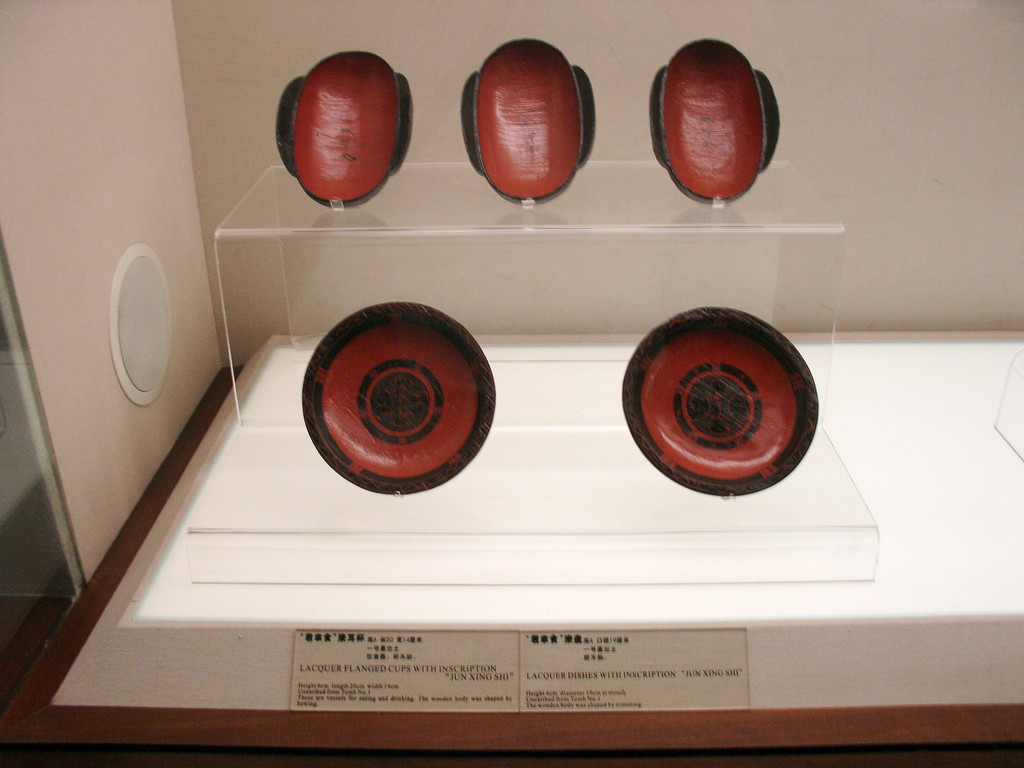
Un conjunt de coberts i plats vermells i negres lacats trobats en una tomba del a Mawgdui, dinastia Han Occidental.

Els historiadors de l'era Han com Sima Qian (145-86 aC) i Ban Gu (32-92), igual que l'historiador posterior Fan Ye (398-445), van registrar els detalls de les transaccions comercials i els productes comercialitzats pels mercaders Han. També s'han trobat proves d'aquests productes en investigacions arqueològiques posteriors.
Els aliments agrícoles més comuns durant la dinastia Han eren mills de canyelles, mills de proso, arròs, blat, fesols i civada.
Altres aliments incloien el sorgo, el taro, la malva, la mostassa, el gínjol, la pera, la pruna (entre elles, prunus salicina i Prunus mume), préssecs, domassos i llorer xinès.
Les carns que s'acostumaven a consumir eren de pollastre, ànec, oca, bistec, porc, conill, cérvol sika, mussol, perdiu de bambú xinesa, tórtora, garsa, perdiu comuna, grua i diferents tipus de peix.
La producció de seda a través de la sericultura era rendible tant per a petits agricultors com per a productors a gran escala. Les vestimentes de seda eren massa cares pels pobres, que feien servir robes fetes normalment de cànem.
Les dones de camp normalment teixien la roba de tota la família.
Articles de bronze comuns incloïen estris domèstics com làmpades d'oli, encensers, taules, planxes, cuines i greixoneres. Els articles de ferro normalment es feien servir en la construcció i l'agricultura, com en aixades, pics, pales, aixades, falçs, destrals, aixes, martells, cisells, ganivets, serres, alenes, i claus.
El ferro també es feia servir per fer espases, alabardes, puntes de fletxa i armadures d'escates per l'exèrcit.

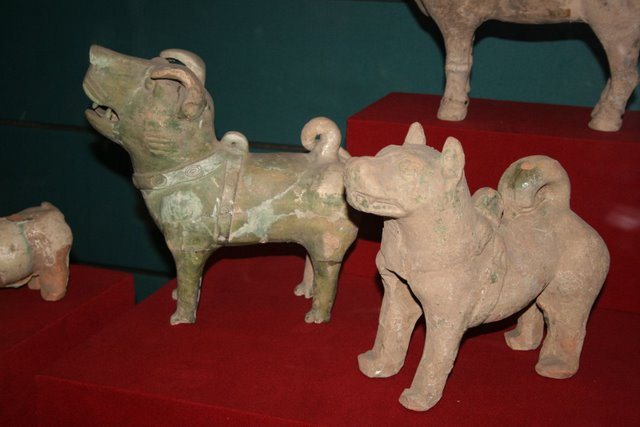
Tot i que es menjava carn de gos durant la dinastia Han, també es domesticaven com a mascotes. La majoria dels gossos es criaven com a mascotes, mentre que alguns tipus específics es criaven per al consum.
Aquests dos gossos de ceràmica trobats en una tomba Han estan utilitzant collars decoratius.

Entre altres articles comuns hi ha: béns consumibles (licor, cogombret i salses, ovelles i porcs, grans, llevat per fermentar, peix i orelles de mar seques, dàtils, castanyes, fruites i vegetals), matèries primeres (cuir de bestiar, fusta per embarcacions, pals de bambú, tints, banyes, laca, cinabri, jade i ambre), vestidures i materials relacionats (teles de seda, teles fines i bastes, peces de marta i pells de guineu, feltre i estores, sandàlies de pell de cérvol), utensilis per menjar (coberts i bastonets de bronze, plata i fusta, i recipients de ferro), objectes d'art (lacats, ceràmica), taüts elegants (fets de catalpa, robínia, gingebre i fusta lacada), vehicles com carretes de dues rodes i carros de bous pesats, i cavalls.
A més d'articles generals, els historiadors Han van descobrir productes específics per a cada regió. Els articles comercialitzats normalment a Shanxi modern incloïen el bambú, la fusta, grans i gemmes; Shandong tenia peix, sal, licor i seda; Jiangnan tenia càmfora, catalpa, gingebre, canyella, or, estany, plom, cinabri, banyes de rinoceront, closques de tortugues, perles, vori i cuir.
Ebrey va fer una llista de tots els articles trobats en una tomba del segle II a Wuwei, Gansu (sobre el corredor de Hexi fortificat per laGran Muralla Xinesa), la qual és prova que els articles de luxe es podien obtenir fins i tot a les fronteres més remotes:
| «       | (…) catorze peces de ceràmica; objectes de fusta amb forma de cavall, porc, bou, galliner i un animal amb una sola banya: setanta monedes de coure; un mecanisme de ballesta fet de bronze; un pinzell per escriure; un byoru lacat; una pinta de fusta; un adorn de jade; un parell de sabates de cànem; una bossa de palla: les restes d'un estendard; una agulla de bambú; dos sacs de palla; i una làmpada de pedra. | » |
| — Ebrey | |   |

### Administració de terres agrícoles i comerç
A principis de l'era Han Oriental, l'emperador Ming va aprovar lleis que prohibien que aquells que practicaven l'agricultura estiguessin involucrats simultàniament en el comerç mercantil. Aquestes lleis eren inefectives, ja que els terratinents adinerats obtenien guanys considerables del comerç dels productes produïts en les seves terres.

Cui Shi (催寔) (mort el 170), un administrador d'una comanderia local que després va passar a ser un funcionari en el secretariat del govern central, va començar una vinateria a casa seva per pagar el funeral del seu pare. La gent de la seva classe el va criticar, dient que el que feia era immoral, però no il·legal.
El llibre de Cui Shi, Simin yueling (四民月令) és l'única obra significativa que existeix actualment sobre l'agricultura en el període Han Oriental,
tot i que encara existeixen aproximadament 3000 caràcters del Fan Shengzhi shu (氾勝之書), del regne de l'emperador Cheng de Han (33-7 aC). El llibre de Cui Shi descriu els rituals de culte als avantpassats, el treball agrícola, festivals i celebracions de dates importants, conducta per les relacions entre familiars, i la temporada escolar pels homes. El llibre de Cui Shi també dona instruccions detallades sobre quins mesos eren els que donaven beneficis més grans en la venda de certs tipus de productes agrícoles.
La següent taula està basada en l'obra d'Ebrey "Administració agrícola i familiar en el període Han posterior segons les Instruccions Mensuals per a les Quatre Classes de Persones" (1974).
Ebrey escriu: "… el mateix article era sovint comprat i vengut en diferents èpoques de l'any. La raó d'això era clarament financera: els articles es compraven quan el preu era baix i es venien quan era alt."
Les quantitats específiques de cada producte comercialitzat no estan registrades, tanmateix, el moment de la compra i venda a l'any és la informació més important pels historiadors.
Hi ha certs articles importants que no hi són a la llista de Cui Shi, però que definitivament eren productes importants que la seva família comprava i venia durant èpoques específiques de l'any, com sal, ferro, eines agrícoles i estris de cuina, paper i tinta (el procés de fabricació de paper fou inventat per Cai Lun el 105),
a més d'articles de luxe de seda i menjars exòtics.
| Articles comprats i venguts a la finca de Cui Shi (催寔) | Articles comprats i venguts a la finca de Cui Shi (催寔)                         | Articles comprats i venguts a la finca de Cui Shi (催寔)             |
| Mes de l'any                                             | Comprat                                                                          | Vengut                                                               |
| -------------------------------------------------------- | -------------------------------------------------------------------------------- | -------------------------------------------------------------------- |
| 2                                                        | Llenya i carbó                                                                   | Mill amb clofolla, mill glutinós, soja i fesols petits, cànem i blat |
| 3                                                        | Tela de cànem                                                                    | Mill glutinós                                                        |
| 4                                                        | Ordi regular i sense clofolla, retall de seda per omplir                         |                                                                      |
| 5                                                        | Ordi regular i sense clofolla, blat, fil de seda, tela de seda i de cànem, palla | Soja i fesols petits, sèsam                                          |
| 6                                                        | Ordi sense clofolla, blat, seda,                                                 | Grans de soja                                                        |
| 7                                                        | Blat i/o ordi, seda                                                              | Soja i fesols petits                                                 |
| 8                                                        | Sabates de cuir, mill glutinós                                                   | Llavors de blat o ordi                                               |
| 10                                                       | Mill sense clofolla, soja i fesols petits, llavors de cànem                      | Seda gruixuda, seda i fil de seda                                    |
| 11                                                       | Arròs no glutinós, mill amb i sense clofolla, fesols petits, llavors de cànem    |                                                                      |

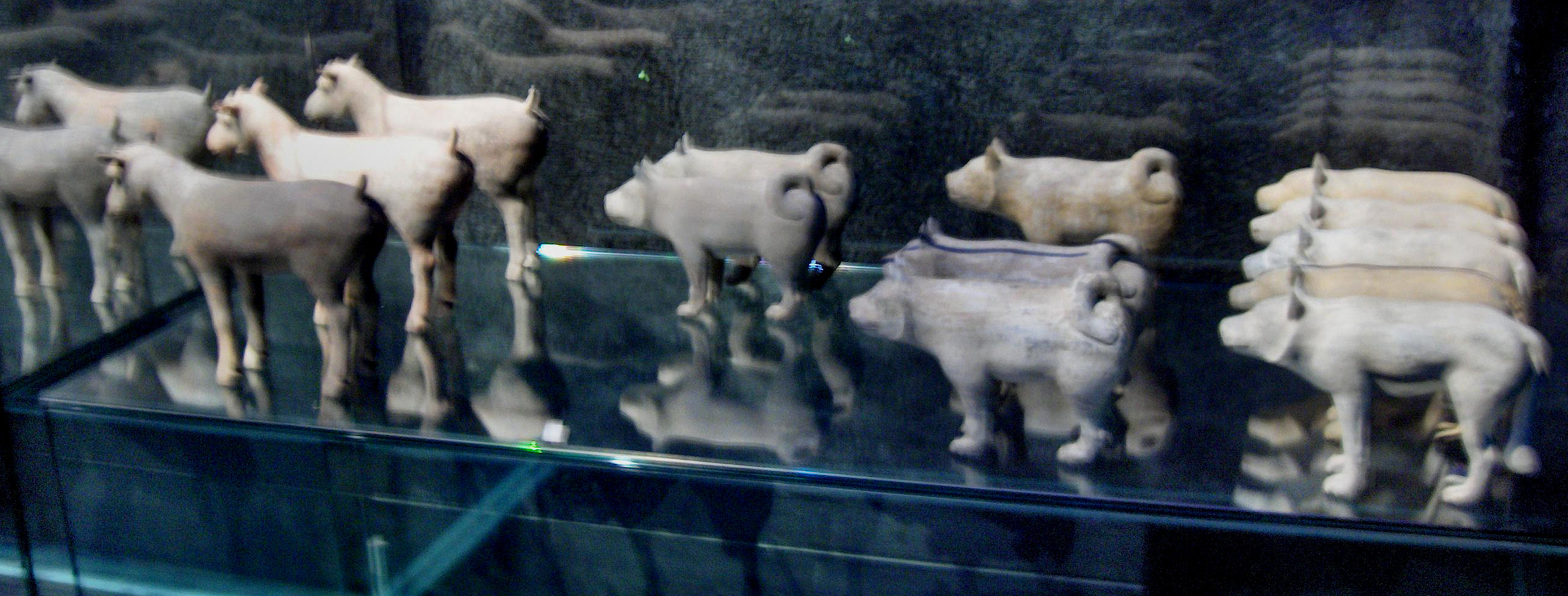
Porcs i bous de ceràmica trobats en una tomba del període Han Occidental.

Durant el període Han Oriental hi havia desocupació massiva entre els camperols sense terres. Tanmateix, hi ha proves arqueològiques i literàries que aquells que administraven finques agrícoles riques gaudien d'un alt nivell de prosperitat i vivien còmodament.
A més de l'obra de Cui, l'inventor, matemàtic i astrònom de la cort xinès Zhang Heng (78-139) va escriure una rapsòdia que descrivia les riqueses dels camps de Nanyang i els seus arrossars irrigats. Menciona plantacions de grans, estancs plens de peixos, i jardins i horts plens de brots de bambú, porros de tardor, naps, peril·les, Tetradium i gingebre porpra.
Els maons a les parets de les tombes dels Han adinerats estaven adornats amb relleus cisellats o emmotllats i murals pintats; aquests normalment mostraven escenes de les finques, salons, pous, coberts per carruatges, corrals pel bestiar, ovelles, pollastres i porcs, estables per cavalls, i els empleats collint fulles de morera, llaurant la terra, i treballant els camps de vegetals amb l'aixada.
Les finques petites i mitjanes estaven administrades per famílies úniques. El pare era l'administrador principal; els fills, els treballadors de camp. Les esposes i filles treballaven amb servents per teixir i produir seda.
Els terratinents molt adinerats que tenien molts camperols treballant per ells utilitzaven un sistema de mitgeria similar al sistema emprat pel govern en les terres estatals. Sota aquest sistema, els camperols rebien la terra, eines, bous i una casa a canvi d'un terç o la meitat de la seva producció.